# Samokov (Bugarska)
Samokov (bugarski: Самоков) je grad na jugozapadu Bugarske u Oblasti Sofija. Grad se smjestio na prijevoju planina Rila i Vitoša, udaljen svega 55 kilometara od glavnog grada Sofije. Zbog brojnih terena za zimske sportove Samokov, se uz obližnji Borovec, razvio u jedan od najvećih bugarskih zimskih turističkih središta.
U svojoj prošlosti Samokov je bio središte zanatstva, osobito kovača. Brojni majstori iz Samokova danas su značajne bugarske povijesne ličnosti poput;  Zahari Zografa, Hriste Dimitrova i Nikole Obrazopisova. I samo ime grada, govori o kovačkoj aktivnosti u gradu. Jer ime je sastavljeno od riječi samo i kov, koje i u bugarskom imaju isto značenje kao i u hrvatskom. Dakle Samokov bi bio mjesto gdje se predmeti sami kuju, pomoću mehaničkog čekića pokretanog snagom vode (samokova).

## Povijest
Pretpostavlja se da je Samokov osnovan u 14. st. kao rudarsko naselje uz pomoć njemačkih saskih rudara. Sa sigurnošću se prvi put navodi 1455. godine, u turskom popisu, i ponovno 1477. godine, pod imenom -  Vlajčov Samokov. Kroz 16 i 17 st., Samokov je izrastao u najveći rudnik željeza u regiji. Zabilježeno je da je u razdoblju 1565. – 1566., Samokov proizveo i isporučio 20 000 konjskih potkova za Beograd i 30 000 klinova za potrebe Otomanske vojske. Samokov je proizvodio brodska sidra i ostale metalne predmete za brodogradilišta u Bugarskoj, naročito za ono u Ankialosu u bugarskom primorju.

## Šport
Jedina Bugarska skijaška skakaonica nalazi se u Samokovu. Skakaona je mala, omogućuje skokove samo do 45 m, jer je izgrađena na malenom brijegu. Skijaški centar Samokov ima staze za skijaško trčanje, malo skijalište za alpske discipline i snowboard.

## Vanjske poveznice
- Samokov.bg Službene stranice općineSamokov
- Slike i tekstovi o Samokovu  Arhivirana inačica izvorne stranice od 1. listopada 2009. (Wayback Machine)
- Slike iz Samokova[neaktivna poveznica]